# Pauze in het Amsterdamse weeshuis
Pauze in het Amsterdamse weeshuis (Duits: Freistunde im Amsterdamer Waisenhaus) is een schilderij van de Duitse kunstschilder Max Liebermann uit 1881-1882, olieverf op doek, 78,5 × 107,5 centimeter groot. Het toont een tafereel op de binnenplaats van het Burgerweeshuis in de Amsterdamse Kalverstraat, in een realistische stijl, met impressionistische tendensen. Het schilderij behoort tot de collectie van het Städel Museum in Frankfurt am Main.

## Context
Liebermann werkte vaak in Nederland. In de zomer van 1876 verbleef hij te Haarlem, waar hij samen met zijn vriend, de Weense etser William Unger (1837-1932), werken van Frans Hals bestudeerde. Vanuit Haarlem reisde hij ook regelmatig naar Amsterdam, waar hij samen met Unger door de stad zwierf. Op enig moment raakte hij enthousiast over het kleurrijke schouwspel van de meisjes op de zonnige binnenplaats van het Burgerweeshuis in de Kalverstraat. Na veel moeite wist hij, via Unger, toestemming te krijgen om er te komen schilderen. Collega-schilders als Jan Veth waren verbluft toen ze hem daar op een gegeven moment midden tussen zijn modellen zagen zitten, zo midden op een meisjesbinnenplaats, schilderend 'en plein air', hetgeen toen nog bijzonder ongebruikelijk was. In juli ontstonden zo diverse studies op de binnenplaats alsook in de eetzaal van het weeshuis.
Het hier besproken werk ontstond echter pas jaren later, in de winter van 1881-1882, in zijn atelier te München. Aangezet door het succes van zijn Altmännerhaus in Amsterdam (1880) op de Parijse salon, waarbij met name zijn weergave van zonnevlekken werd geprezen, componeerde hij op  basis van eerdere studies andermaal een schilderij naar zijn oude favoriete weeshuisthema, ditmaal op grootformaat, eveneens met zonnevlekken. Tijdens de salon van 1882 werd het werk gekocht door de Franse bariton Jean-Baptiste Faure (1830-1914). In 1899 werd het aangekocht door het Städel Museum te Frankfurt.

## Afbeelding
Het vroege werk van Lieberman wortelde sterk in het realisme, maar doordat hij schilderde 'en plein air' en vooral vanwege zijn aandacht voor kleur en licht werd hij al snel tot de impressionisten gerekend. Pauze in het Amsterdamse weeshuis getuigt bij uitstek van deze aspecten, door een bont en opvallend kleurenpalet, met het zonnige voorjaarsgroen en het felle baksteenrood. Zijn bijzondere aandacht voor het licht, met name herkenbaar in de reflecterende zonnevlekken en de contrasterende schaduweffecten, onderstrepen de impressionistische tendens eens te meer.
Langs de diagonale structuur van de compositie schildert Liebermann zijn figuren op de voorgrond nog volgens streng realistische principes, maar meer naar de achtergrond zien we een lossere uitwerking die weer aan het impressionisme doet denken: de figuren lijken er bijna op te lossen in de schaduw.
Liebermann wilde met zijn Pauze in het Amsterdamse weeshuis uitdrukking geven aan een gevoel van harmonie, dat paste bij zijn egalitaire visie op de samenleving. Tegelijkertijd is er, los van het Hollandse thema, een typisch Duitse burgerzin herkenbaar. Bovenal is het werk echter te zien een uiting van zijn estheticistisch gevoel voor de alledaagse werkelijkheid, zoals dat een typerend kenmerk zou blijken door zijn hele – lange – carrière als kunstschilder heen.

## Galerij

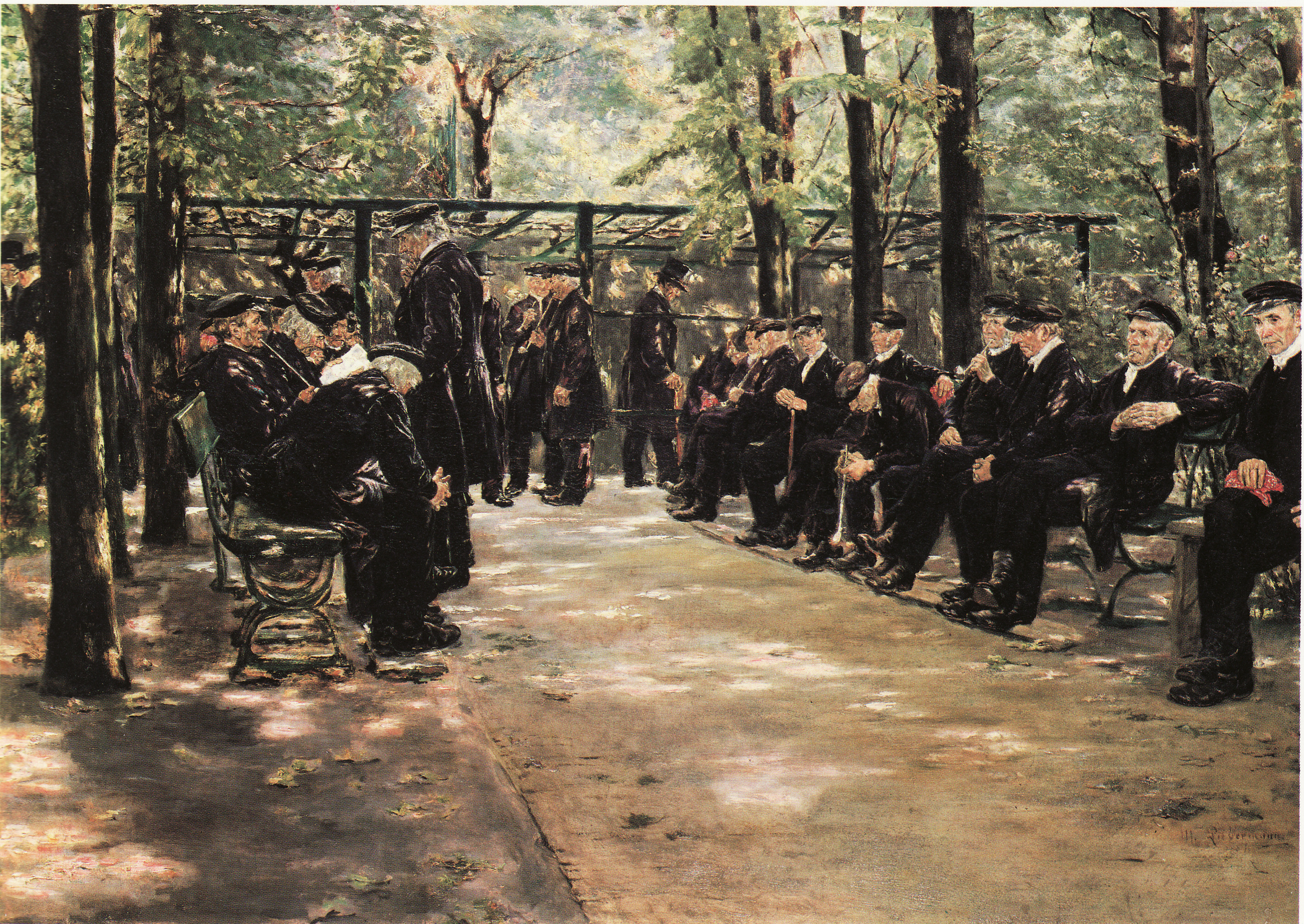
Altmännerhaus in Amsterdam, 1880, eerder werk met zonnevlekken
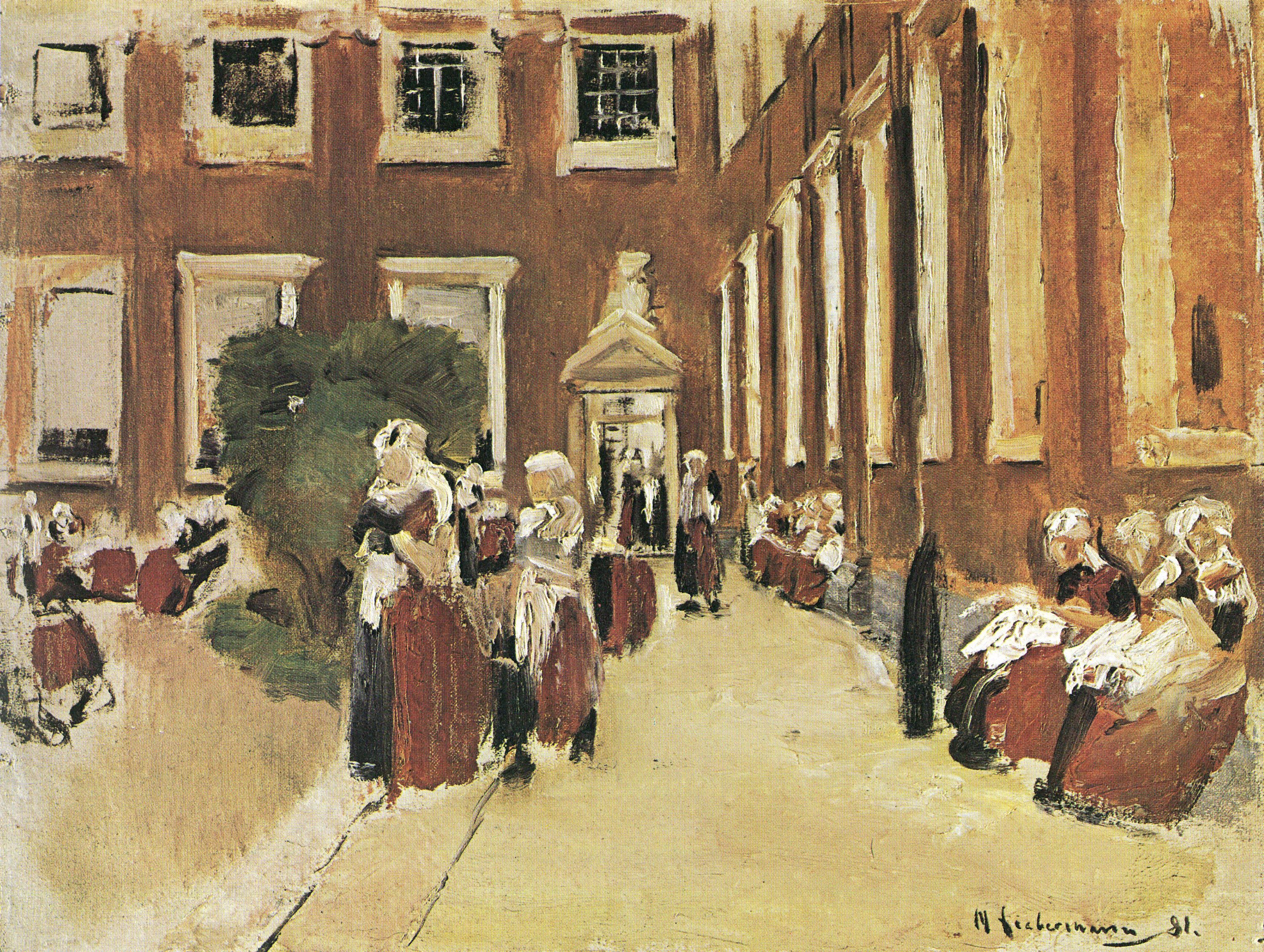
Freistunde im Amsterdamer Waisenhaus, studie, 1876
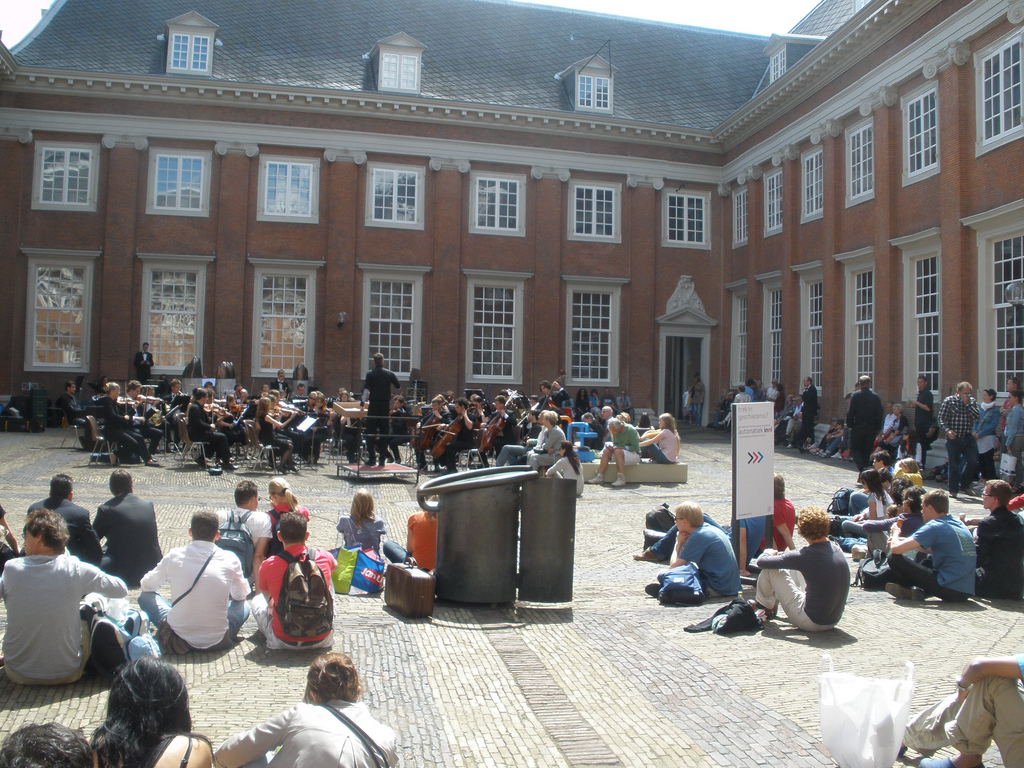
De binnenplaats van het weeshuis nu, tegenwoordig het Amsterdam Museum.